# Dietmar Hamann
Dietmar "Didi" Hamann, född 27 augusti 1973 i Waldsassen i Tyskland, är en före detta fotbollsspelare (mittfältare) som är manager för Stockport County FC. 2011 var han A-lagscoach i den engelska fotbollsklubben Leicester City, under ledning av sin tidigare tränare Sven-Göran Eriksson.
Dietmar Hamann slog igenom i storlaget FC Bayern München innan han gjorde karriär i England. Hamann är känd för sin stora arbetskapacitet som defensiv mittfältare. 2000 blev han historisk sista målskytt på Wembley Stadium då Tyskland besegrade England med 1-0.

## Meriter
- 58 A-landskamper för Tysklands herrlandslag i fotboll
- VM i fotboll: 1998, 2002
  - VM-silver 2002
  - 11 matcher
- EM i fotboll: 2000, 2004
  - 6 matcher

- UEFA Champions League-mästare 2005
- UEFA-cupen 1996, 2001
- Tysk mästare 1994, 1997
- Tysk cupmästare 1998
- Tysk ligacupmästare 1997